# ناوشکن کلاس هاروسام
دیسترویر کلاس هاروسام (به انگلیسی: Harusame-class destroyer) یک کلاس از کشتی است که طول آن 69.2 meters pp, 71.4 meters overall می‌باشد.